# 西南杜の湖畔公園

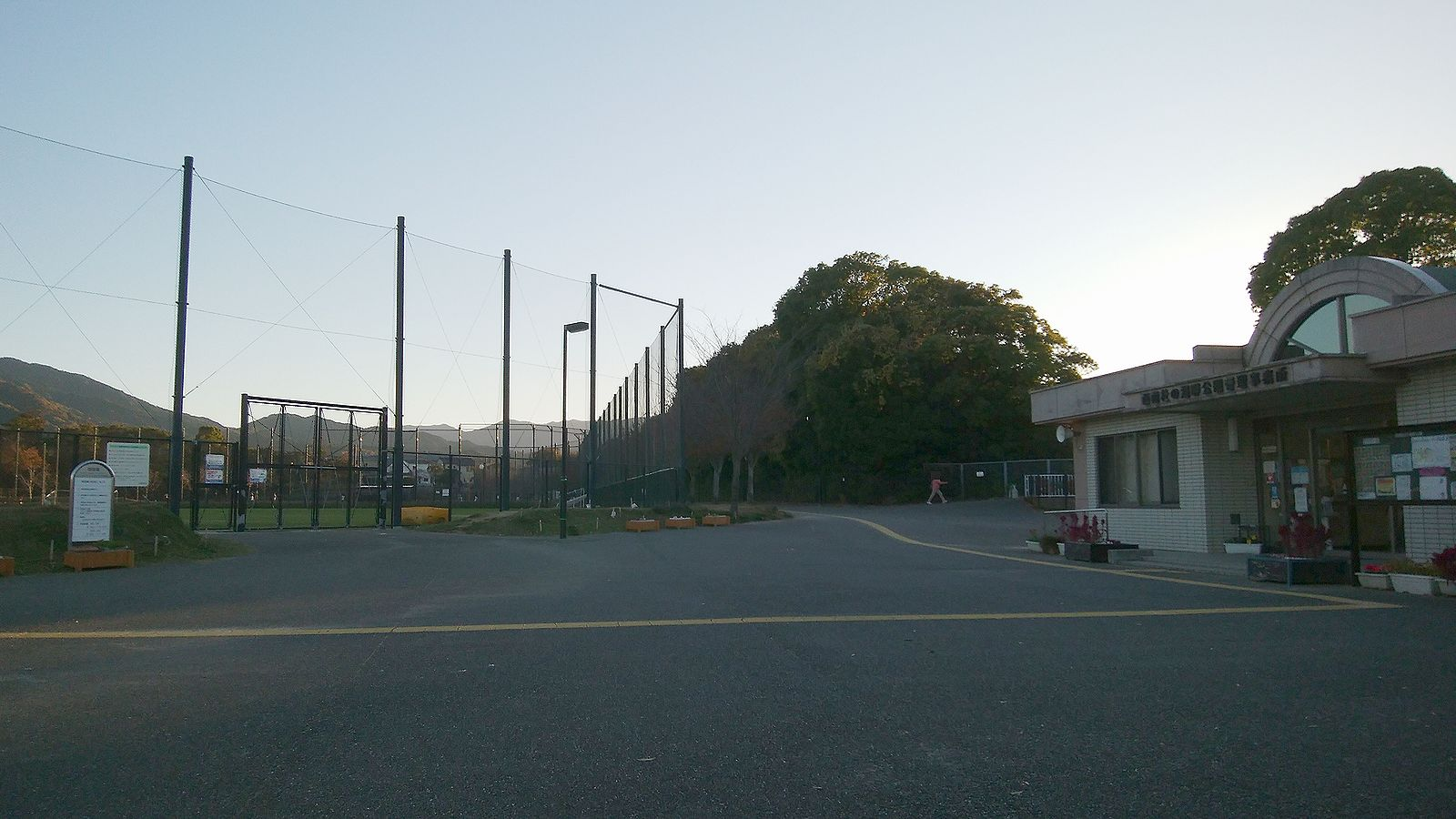
西南杜の湖畔公園管理事務所と球技場

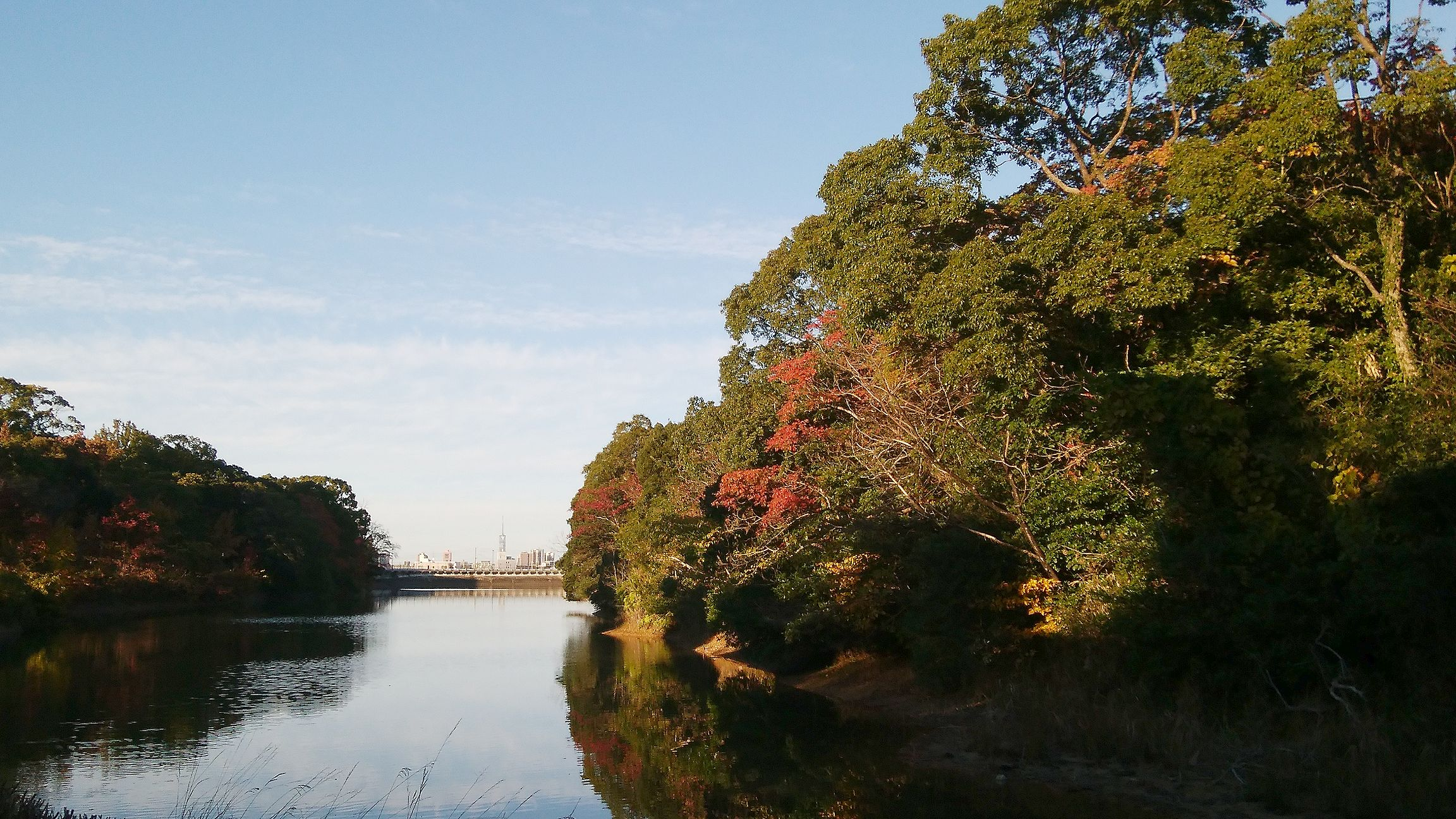
熊添池南端部付近からは北側の市街地や福岡タワーも見える

西南杜の湖畔公園（せいなんもりのこはんこうえん）は、福岡県福岡市城南区七隈にある公園。敷地面積は122,339m2である。一部は同じ城南区の干隈や梅林にまたがっている。

## 概要
福岡市城南区の南部に位置している。
1960年代から西南学院大学の神学部キャンパス（干隈キャンパス）及び体育系クラブのグラウンドとして使用されていたが、1991年（平成3年）に福岡市の都市計画公園化構想に関連して大学側に干隈校地の譲渡要請があり、1999年（平成11年）に譲渡が最終決定された。
譲渡後に公園として整備され、2003年（平成15年）に開園した。名称は西南学院大学の神学部キャンパスがあったことに由来する。
「熊添池」「熊本池」「若宮池」の3つの池を中心に、野球場や球技場、テニスコートが配置され、遊歩道が整備された樹林や竹林、芝生広場や遊具施設を備えた多目的広場などが整備された水と緑の豊かな公園である。

## 施設
- 野球場1面
- 球技場1面
- テニスコート4面
- 樹林（遊歩道が整備）
- 竹林（遊歩道が整備）
- 芝生広場
- 多目的広場
- 自由広場
- 冒険広場

※野球場、球技場、テニスコートは有料で要予約。

## 利用時間
- 04月から9月：9時 - 19時
- 10月から3月：9時 - 17時

※12月29日から1月3日は休園。

## 交通アクセス
- 福岡市地下鉄七隈線
  - 七隈駅より徒歩約7分
  - 梅林駅より徒歩約5分
- 西鉄バス
  - 七隈四角バス停より徒歩約7分
  - 西南杜の湖畔公園西（旧名称・西南分校前）